# Вила Верде
Вѝла Вѐрде (на италиански: Villa Verde; на сардински: Baini, Байни, до 1954 г. Bànnari d'Usellus, Банари д'Узелус) е село и община в Южна Италия, провинция Ористано, автономен регион и остров Сардиния. Разположено е на 204 m надморска височина. Населението на общината е 335 души (към 2010 г.).